# Verbascum pelitnopilodes
Verbascum pelitnopilodes är en flenörtsväxtart som beskrevs av Svante Samuel Murbeck och Rech. f.. Verbascum pelitnopilodes ingår i släktet kungsljus, och familjen flenörtsväxter. Inga underarter finns listade i Catalogue of Life.